# Hovkonsistoriet
Hovkonsistoriet (latin: consistorium aulicum) är det organ som fullgör domkapitlets uppgifter gentemot Hovförsamlingen. Det anses ha upprättats den 20 december 1662 genom den av regeringen utfärdade "Ordning, varefter överhovpredikanten och hovpredikanten skulle rätta sig". Till 1927 låg även i Stockholms militärförsamlingar under hovkonsistoriet.
Idag består hovkonsistoriet av överhovpredikanten, de båda ordinarie hovpredikanterna samt två av konungen utsedda så kallade assessorer, jämte ersättare för de sistnämnda. Hovkonsistoriet är jämförbart med ett domkapitel.